# Tschalga
Tschalga (bulgarisch чалга, andere Umschriften Čalga, Chalga) ist die bulgarische Variante von in Südosteuropa in den 1980er Jahren aufgekommenen Popmusikstilen, die länderübergreifend Popfolk (попфолк) genannt werden. Vergleichbare Musikrichtungen heißen in den jugoslawischen Nachfolgestaaten Turbo-Folk, in Rumänien Manele, in Albanien Tallava, in der Musik Griechenlands Skiladiko (Laiko) und in der Türkei Arabesk. 

## Details
In Bulgarien ist Tschalga seit den 1990er Jahren die erfolgreichste Form der populären Musik. Charakteristisch ist ein Kiuchek genannter, synkopierter Rhythmus, eine meist elektronische Musikproduktion mit solistischen Instrumentalpassagen sowie Melodien und Einflüsse sowohl traditioneller bulgarischer Musik als auch anderer musikalischer Stilrichtungen des Balkans, arabischer und türkischer Musik sowie aus der Musik verschiedener Romagruppen. Das Hauptthema vieler Liedtexte ist (unerfüllte) Liebe sowie gesteigertes Interesse an Sex, Kriminalität, Geld und Markenprodukten. Dieser Themenkreis entspricht teilweise dem des US-amerikanischen Gangster-Raps und bildete sich im Klima des wirtschaftlichen und politischen Wandels der 1990er Jahre heraus. Dennoch stellt Tschalga auch eine Gegenbewegung dar zu nationalistischen (auch von offizieller Seite geäußerten) Kulturvorstellungen und wirkt somit als Institutionskritik. Grenzübergreifende Kollaboration, Integration von Roma und Homosexuellen, Akzeptanz von Crossdressing und offenes Bekenntnis zur Gleichwertigkeit kultureller Einflüsse sind Charakteristika einer tatsächlich gelebten Toleranz.

## Musiker
Bekannte Vertreterinnen des Genres sind Ivana (Ивана), Desi Slava (Деси Слава), Emilia (Емилия Вълева), Preslawa (Преслава), Anelija (Анелия), Marija (Мария), Gloria (Глория) und Sofi Marinowa (Софи Маринова).
Einer der populärsten männlichen Interpreten ist Azis (Азис).
Das wichtigste bulgarische Popfolk-Label Payner (Пайнер) begann als Vertrieb von Musikkassetten. Heutzutage handelt es sich um ein großes mittelständisches Unternehmen, das bereits früh auf 360-Grad-Auswertung, also Kontrolle der gesamten Verwertungskette, setzte. So sind bei Payner die Künstler, Produzenten und Autoren unter Vertrag, das Unternehmen organisiert Vertrieb und Verkauf von CDs in eigenen Läden, betreibt den Musikkanal Planeta Payner (Планета Пайнер), eine Kette von Musikclubs in ganz Bulgarien und organisiert neben regulären Auftritten Tourneen, die regelmäßig Stadien in mehreren Städten füllen. Größter Konkurrent ist Ara-Musik (Ара Мюзик ООД).